# Insieme per il futuro
Insieme per il futuro (Ipf) è stato un gruppo parlamentare costituitosi nei mesi conclusivi della XVIII legislatura della Repubblica Italiana.
Il gruppo nasce da una scissione del Movimento 5 Stelle (M5S) per iniziativa di Luigi Di Maio, ministro degli affari esteri nel governo Draghi, a seguito di un lungo periodo di divergenze col presidente del M5S Giuseppe Conte, a cui aderiscono i parlamentari più vicini a Di Maio. Con 61 parlamentari inizialmente coinvolti, è stata la scissione numericamente più consistente della storia del Parlamento italiano in età repubblicana.

## Storia

### Tensioni tra Conte e Di Maio nel M5S

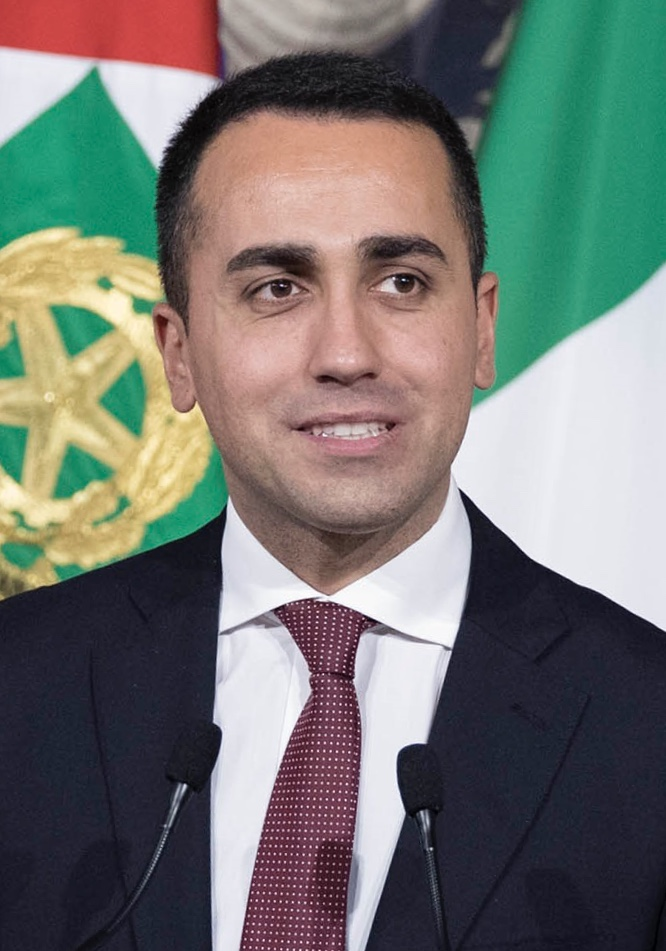
Luigi Di Maio

Nel corso del 2022 sono cresciute tensioni all'interno del Movimento 5 Stelle, tra il presidente del M5S, Giuseppe Conte, e l'ex capo politico del M5S, Luigi Di Maio. I due si sono scontrati più volte, in primis riguardo alle politiche promosse dal governo di Mario Draghi, in cui Di Maio era ministro degli esteri, ma anche in merito all'elezione del Presidente della Repubblica di quell'anno: inizialmente Conte sostenne la candidatura di Elisabetta Belloni, incontrando l'opposizione e le critiche di Di Maio per il modo in cui aveva gestito le trattative.
Agli inizi di giugno 2022 Conte è diventato particolarmente critico nei confronti dell'approccio del governo di Draghi all'invasione russa dell'Ucraina e in particolare al dispiegamento degli aiuti militari al governo ucraino; Di Maio ha etichettato la leadership del nuovo partito come "immatura" e "debole" sulla questione dell’atlantismo. Conte e i suoi alleati annunciarono di valutare l'espulsione di Di Maio dal M5S.

### Scissione e nascita
Il 21 giugno 2022 Luigi Di Maio, insieme a diversi deputati e senatori o alla loro seconda legislatura o vicini a Di Maio stesso, abbandonano il M5S e lanciano "Insieme per il futuro" (Ipf), costituendo il giorno stesso il gruppo parlamentare alla Camera, formato da 51 deputati eletti col Movimento 5 Stelle, mentre il giorno successivo 10 senatori confluiscono nella componente dei non iscritti del gruppo misto. Alla scissione partecipano anche le europarlamentare Chiara Maria Gemma e Daniela Rondinelli. Tra gli aderenti si notano figure note del M5S e membri del governo Draghi, quali la viceministra dell'economia e delle finanze Laura Castelli, i sottosegretari di Stato Manlio Di Stefano, Anna Macina, Dalila Nesci e Pierpaolo Sileri, i presidenti delle commissioni parlamentari alla Camera Gianluca Rizzo, Vittoria Casa, Filippo Gallinella e Sergio Battelli, il questore ed ex capogruppo M5S alla Camera Francesco D'Uva, l'ex ministro per le politiche giovanili e lo sport Vincenzo Spadafora, l'ex ministra dell'istruzione Lucia Azzolina.
Alla base della rottura vi sarebbe, secondo Di Maio, la linea tenuta da Conte sulla crisi in Ucraina e sull'appoggio all'esecutivo, ritenuta ambigua e anti-atlantica.

### Varie adesioni
Il 24 giugno 2022 la deputata Vita Martinciglio, che inizialmente aveva aderito alla scissione di Ipf, rientra nel Movimento 5 Stelle dopo un colloquio con Conte. Nello stessa giornata però Antonio De Santis, ex assessore della giunta di Virginia Raggi e capogruppo della sua lista civica all'Assemblea Capitolina, lascia il Movimento 5 Stelle e aderisce a Ipf, insieme all'ex ministra dell'istruzione Lucia Azzolina, quest'ultima considerata l'esponente ex M5S di maggior spicco a seguire la scissione dopo Di Maio stesso.
Il 27 giugno la consigliera regionale dell'Abruzzo Sara Marcozzi, candidata alla presidenza della Regione alle elezioni del 2014 e del 2019, aderisce a Ipf, mentre il giorno successivo viene costituito nel consiglio regionale della Campania il gruppo di Ipf con 3 consiglieri regionali eletti nei 5 Stelle: Salvatore Aversano, Luigi Cirillo e Valeria Ciarambino, quest'ultima candidata alla presidenza della Regione alle elezioni del 2015 e del 2020, considerata vicinissima a Di Maio nel M5S e che guiderà il gruppo.

#### Accordo con Centro Democratico

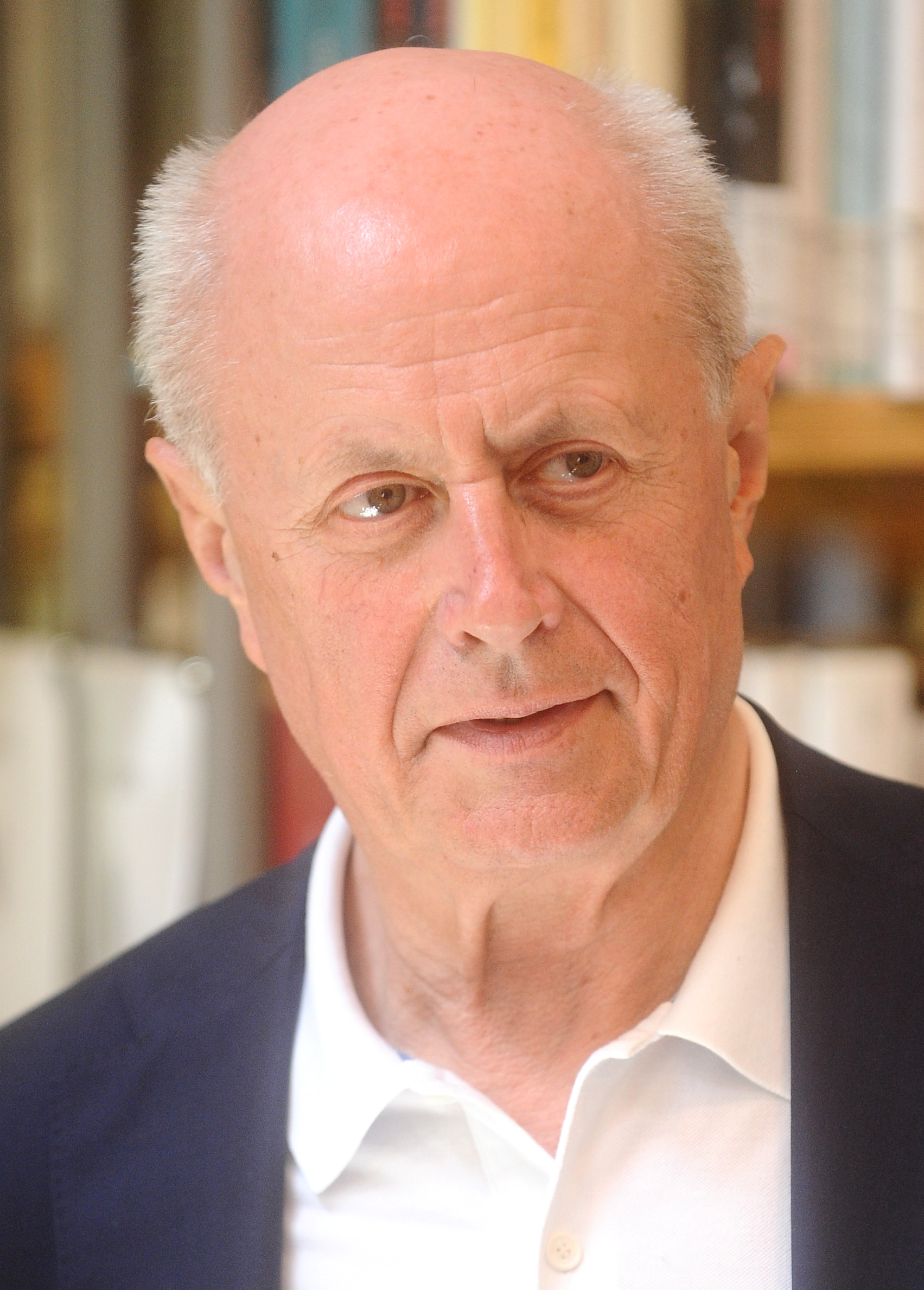
Bruno Tabacci

Il 30 giugno Ipf costituisce il suo gruppo parlamentare autonomo al Senato, grazie all'accordo sull'utilizzo del simbolo di Centro Democratico (CD) di Bruno Tabacci, eleggendo come capogruppo Primo Di Nicola, vicepresidente della Commissione parlamentare di Vigilanza Rai, e suo vice Vincenzo Presutto.
Tra il 12 e il 14 luglio vi sono varie adesioni: il deputato Emilio Carelli, il deputato Francesco Berti e la senatrice Cinzia Leone.
Negli stessi giorni si formalizza la crisi del governo Draghi, in esito alla quale il Presidente della Repubblica Sergio Mattarella scioglie le camere con 8 mesi di anticipo rispetto alla scadenza naturale della legislatura, dà inizio all'iter per le elezioni politiche anticipate del 25 settembre.

### Lista elettorale con Centro Democratico alle elezioni politiche del 2022

Logo della lista Impegno Civico - Centro Democratico

Il 1º agosto 2022 Ipf e Centro Democratico lanciano la lista Impegno Civico - Centro Democratico (IC-CD), come anticipato il giorno precedente alla trasmissione Mezz’ora in più, che il 6 agosto aderisce alla coalizione di centro-sinistra. Durante il lancio di Impegno Civico, Di Maio propone la modifica dell'istituto dell’abuso d'ufficio al fine di semplificare l'azione degli amministratori locali.
Successivamente IC-CD stringe accordi con la Proposta Socialista Democratica Innovativa e, inizialmente, l'Agenda Nazionale Civica, che però abbandona a seguito di contrasti sulla formazione delle liste. In quota Impegno Civico viene anche candidato per il collegio uninominale di Giugliano in Campania il deputato uscente Davide Crippa, ex capogruppo M5S alla Camera, fondatore, assieme al ministro per i rapporti col Parlamento Federico D'Incà, dell’associazione Ambiente 2050.
Alle elezioni politiche la lista Impegno Civico-Centro Democratico ottiene un risultato pessimo a livello nazionale, lo 0,6% dei voti alla Camera e lo 0,56% al Senato, non superando la soglia dello sbarramento (del 3%) necessaria per eleggere parlamentari al plurinominale, mentre nell'uninominale elegge un solo parlamentare, il presidente di Centro Democratico Bruno Tabacci nel collegio Lombardia 1 - 07. Di Maio nel collegio Campania 1 - 02 perde di larga misura contro il candidato del M5S Sergio Costa, ex ministro dell'ambiente e della tutela del territorio e del mare nei governi Conte I e Conte II.

### Dopo le elezioni politiche del 2022
Dopo la tornata elettorale il 7 ottobre 2022 Tabacci dichiara conclusa l'esperienza di Impegno Civico, a soli due mesi dalla nascita, mentre tra il 19 e il 23 ottobre lasciano Ipf-IC le europarlamentari Chiara Maria Gemma e Daniela Rondinelli, e infine il 22 ottobre, giorno del giuramento del governo Meloni, Di Maio rassegna le dimissioni da segretario. Di fatto, in quella data l'attività di  Impegno Civico termina.

## Struttura

### Vertici nazionali
- Leader: Luigi Di Maio
- Coordinatore: Vincenzo Spadafora
- Coordinatore del manifesto politico: Giuseppe L'Abbate

### Presidenti dei gruppi parlamentari

#### Camera dei deputati
- 27 giugno 2022 – 12 ottobre 2022: Iolanda Di Stasio, vice: Pasquale Maglione.[54]

#### Senato della Repubblica
- 29 giugno 2022 – 12 ottobre 2022: Primo Di Nicola, vice: Vincenzo Presutto.[55]

## Nelle istituzioni
Nota: i dati indicati fanno riferimento al 13 ottobre 2022, ultimo giorno della XVIII legislatura. 

### Camera dei deputati
Gruppo Insieme per il Futuro - Impegno Civico
| XVIII legislatura |
| ----------------- |
| 49 deputati       |

Cosimo Adelizzi, Roberta Alaimo, Alessandro Amitrano, Giovanni Luca Aresta, Lucia Azzolina, Sergio Battelli, Luciano Cadeddu, Emilio Carelli, Vittoria Casa, Andrea Caso, Gianpaolo Cassese, Laura Castelli, Luciano Cillis, Federica Daga, Paola Deiana, Daniele Del Grosso, Luigi Di Maio, Iolanda Di Stasio, Manlio Di Stefano, Giuseppe d'Ippolito, Francesco D'Uva, Mattia Fantinati, Marialuisa Faro, Luca Frusone, Chiara Gagnarli, Filippo Gallinella, Andrea Giarrizzo, Conny Giordano, Marta Grande, Nicola Grimaldi, Luigi Iovino, Marianna Iorio, Giuseppe L'Abbate, Caterina Licatini, Anna Macina, Pasquale Maglione, Alberto Manca, Generoso Maraia, Dalila Nesci, Maria Pallini, Gianluca Rizzo, Carla Ruocco, Emanuele Scagliusi, Davide Serritella, Vincenzo Spadafora, Patrizia Terzoni, Gianluca Vacca, Simone Valente, Stefano Vignaroli

### Senato della Repubblica
Gruppo Insieme per il Futuro - Centro Democratico
| XVIII legislatura |
| ----------------- |
| 11 senatori       |

Antonella Campagna, Primo Di Nicola, Daniela Donno, Cinzia Leone, Raffaele Mautone, Simona Nocerino, Vincenzo Presutto, Loredana Russo, Pierpaolo Sileri, Fabrizio Trentacoste, Sergio Vaccaro

### Parlamento europeo
Gruppo Non iscritti
| IX legislatura     |
| ------------------ |
| 2 europarlamentari |

Chiara Maria Gemma, Daniela Rondinelli

### Governi
- Governo Draghi
  - Luigi Di Maio, ministro degli affari esteri e della cooperazione internazionale (21 giugno 2022 - 22 ottobre 2022)
  - Laura Castelli, viceministro dell'economia e delle finanze (21 giugno 2022 - 22 ottobre 2022)
  - Manlio Di Stefano, sottosegretario di Stato al Ministero degli affari esteri e della cooperazione internazionale (21 giugno 2022 - 22 ottobre 2022)
  - Anna Macina, sottosegretaria di Stato al Ministero della giustizia (21 giugno 2022 - 22 ottobre 2022)
  - Dalila Nesci, sottosegretaria di Stato al Ministero per il Sud e la coesione territoriale (21 giugno 2022 - 22 ottobre 2022)
  - Pierpaolo Sileri, sottosegretario di Stato al Ministero della salute (22 giugno 2022 - 22 ottobre 2022)